# Marcquise Reed
Marcquise DeAndre Reed (Landover, 21 aprile 1995) è un cestista statunitense.